# Teodomiro Romeiro dos Santos
Theodomiro Romeiro dos Santos (Natal, 1953 – Recife, 14 de maio de 2023) foi um magistrado brasileiro. Tornou-se o primeiro civil condenado à pena de morte no período republicano brasileiro, com base na Lei de Segurança Nacional.

## Biografia
Foi filho de uma professora com um capitão do Exército. Teve seis irmãos, cinco deles do casamento de seu pai com a irmã de sua mãe. Foi casado com Maria da Conceição Contija Lacerda. Casou-se novamente com Virgínia Lúcia de Sá Bahia, com quem teve quatro filhos: Bruno, Fernando Augusto, Mário e Camila.
Ele queria cursar medicina, e se envolveu com movimentos estudantis e assistenciais. Por causa da repressão dos líderes estudantis após o assassinato do secundarista Edson Luiz em maio de 1968, Theodomiro mudou-se para São José dos Campos, Brasília e então a Salvador, onde passou a auxiliar na montagem de aparelhagem para o pessoal e em ações de pichação, panfletagem e planejamento de ações de expropriação do Partido Comunista Brasileiro Revolucionário (PCBR).
Em 25 de maio de 1970, participou do assalto ao Banco da Bahia, onde o dinheiro seria usado em uma ação abortada onde os cônsules norte-americanos em Salvador e Recife seriam sequestrados e trocados por presos políticos ligados ao PCBR. Durante o assalto, uma senhora viu o ocorrido e ligou para a polícia, que resultou em um tiroteio. O saco de dinheiro acabou sendo perdido e os militantes tiveram que fugir sem o dinheiro.
Em 27 de outubro de 1970, na avenida Vasco da Gama, em Salvador, Theodomiro Romeiro, Getúlio de Oliveira e Paulo Pontes, todos membros do então clandestino PCBR, estavam reunidos no Dique do Toró junto com Dirceu Régis discutindo suas futuras atuações por causa da intensa vigilância da polícia. Dirceu Régis se retirou, e pouco tempo depois os três receberam voz de prisão de quatro agentes do governo. Na ocasião Getúlio conseguiu fugir, sendo perseguido por um dos agentes, mas Theodomiro e Paulo Pontes foram presos e algemados um ao outro. Com a mão esquerda livre, ao entrar no automóvel que os conduziria à prisão, Theodomiro sacou o revólver que estava em sua pasta e disparou três vezes, acertando dois dos agentes: um sargento da Aeronáutica, que morreu com um dos tiros; e um agente da Polícia Federal, que saiu ferido. Preso, Theodomiro foi condenado à morte naquele mesmo ano, mas teve essa pena comutada para prisão perpétua em 1971. Ele também foi espancado por agentes da Polícia Federal durante o trajeto para a cadeia, onde foi espancado e eletrocutado antes de prestar depoimento. Ele foi preso no Forte do Barbalho.
Sua denúncia foi proposta em 13 de novembro de 1970 pelo Procurador Militar Antônio Brandão Andrade, com a acusação baseando-se na Lei de Segurança Nacional. Seu caso seria julgado em sua totalidade por oficiais da Aeronáutica nomeados pelo Ministro da Aeronáutica, caracterizando-se como um tribunal de exceção. Seus advogados foram apontados pelo Conselho, não sendo lhe dada a chance de escolher um nome para a sua defesa, e não foi permitido que os réus se comunicassem. Theodomiro foi condenado à pena de morte por 4 a 1.
Em 5 de abril de 1971, Theodomiro e Paulo entraram com um recurso no Conselho de Justiça direcionado ao Superior Tribunal Militar (STM). Sua pena foi reduzida a prisão perpétua por ele ainda ser menor de idade. Theodomiro entrou com embargos na ação, todos negados pelo STM. Ele, então, entrou com um recurso no Supremo Tribunal Federal (STF) pedindo uma redução de pena para 30 anos de prisão, porém houve erros no envio e foi negado pelo ministro do STM Nelson Barbosa Sampaio. Seu advogado requeriu a vista do processo, recurso que foi parcialmente aceito pelo STF.
Sabendo-se excluído da anistia política de 1979 e sob o risco de acabar sendo morto pela repressão, Theodomiro Romeiro dos Santos protagonizou, em agosto daquele ano, uma fuga da prisão. Ele havia sido preso na Penitenciária Lemos de Brito desde dezembro de 1972. Com a nova Lei de Segurança Nacional de 1978, sua sentença foi diminuida para 8 anos. Theodomiro pediu a liberdade condicional por já ter cumprido metade da pena. O pedido foi negado, e, então, ele fugiu. Em 30 de outubro de 1979, ele pediu auxílio à Nunciatura Apostólica em Brasília, que o exilou para o México e em seguida para a França.
Retornou ao Brasil apenas em 1985, após a expiração de sua condenação, e se graduou em Direito. Theodomiro aposentou-se como juiz do Tribunal Regional do Trabalho de Pernambuco. Recebeu anistia, mas, por motivações ideológicas, jamais pleiteou qualquer indenização.